# PZL Mielec
PZL Mielec (Państwowe Zakłady Lotnicze Mielec) — польский авиационный завод, основанный в 1938 году. На протяжении своей истории предприятие занималось производством как гражданских, так и военных самолётов, включая транспортные и сельскохозяйственные модели. В настоящее время[когда?] завод является частью международной корпорации Lockheed Martin.

## История

### Основание и первые годы
PZL Mielec был основан в 1938 году в рамках масштабного плана Польши по развитию авиационной промышленности. В годы Второй мировой войны завод был частично разрушен, а оборудование вывезено в Германию. После окончания войны в 1944 году завод был восстановлен и национализирован.

### Период советского влияния
После войны, в период социалистического управления Польши, завод PZL Mielec стал центром производства самолётов для стран Восточного блока. В этот период производились такие модели, как:
- Ил-14 — пассажирский и транспортный самолет.
- Ан-2 — многоцелевой биплан, широко использовавшийся в сельском хозяйстве, авиации общего назначения и для военных целей.

В 1960-е и 1970-е годы завод расширил производство и начал выпускать собственные модели самолётов, среди которых особенно выделяются:
- PZL M-18 Dromader — сельскохозяйственный самолет, предназначенный для опрыскивания полей и тушения лесных пожаров.
- PZL M-15 Белфегор — первый и единственный в мире реактивный сельскохозяйственный самолет и реактивный биплан.

### Приватизация и современный этап
В конце 1980-х и начале 1990-х годов, после падения коммунистического режима, польская авиационная промышленность переживала серьезные изменения. В 1998 году PZL Mielec был приватизирован, что позволило заводу войти в международные рынки.
В 2007 году PZL Mielec был приобретен американской компанией Sikorsky Aircraft, которая входит в состав корпорации Lockheed Martin. Это привело к значительным инвестициям и модернизации производственных мощностей. В настоящее время[когда?] завод занимается производством вертолетов модели UH-60 Black Hawk и продолжает производить самолёты для гражданской авиации.

## Продукция
За свою историю PZL Mielec производил множество разнообразных моделей самолётов и вертолетов. Наиболее известные из них:

### Гражданская и сельскохозяйственная авиация
- PZL M-18 Dromader — одномоторный сельскохозяйственный самолёт, созданный в 1976 году, используется для опрыскивания полей и тушения лесных пожаров. Он экспортировался в более чем 20 стран мира.
- PZL M-15 Белфегор — реактивный сельскохозяйственный самолет, спроектированный в 1970-е годы. Несмотря на новаторские технологии, он был снят с производства из-за экономической неэффективности.
- PZL M28 Skytruck — многоцелевой транспортный самолет с укороченным взлётом и посадкой, созданный для перевозки грузов и людей в труднодоступных регионах. Используется как в гражданских, так и в военных целях.

### Военная продукция
- PZL TS-11 Iskra — учебно-тренировочный реактивный самолет, который использовался польскими ВВС на протяжении нескольких десятилетий. Его также экспортировали в Индию.
- Sikorsky UH-60 Black Hawk — многоцелевой вертолет, производимый по лицензии Sikorsky. Модель широко используется в вооруженных силах различных стран для транспортных и боевых задач.

### Исторические модели
- Ан-2 — знаменитый многоцелевой самолет, производившийся в огромных количествах и использовавшийся как для гражданских, так и военных целей.
- Ил-14 — пассажирский и транспортный самолет, производившийся в 1950-е годы для нужд гражданской авиации и ВВС.

## Современное состояние
На сегодняшний день[когда?] PZL Mielec принадлежит Lockheed Martin. Завод производит вертолет Black Hawk и участвует в различных международных кооперациях по производству авиационной техники. Завод также занимается модернизацией и обслуживанием ранее выпущенных самолётов и вертолетов, а также производством комплектующих для других моделей авиационной техники.

## Вклад в авиационную промышленность
PZL Mielec внес значительный вклад в развитие польской авиационной промышленности и стал одним из ключевых предприятий в сфере авиационного машиностроения на международном уровне. Завод был ответственен за производство значительного числа самолётов, которые находили применение как в военных, так и в гражданских целях.